# گراهام (آریزونا)
گراهام (به انگلیسی: Graham) یک منطقهٔ مسکونی در ایالات متحده آمریکا است که در آریزونا واقع شده‌است. گراهام ۸۸۰ متر بالاتر از سطح دریا واقع شده‌است.